# Colonus (pachter)
Colonus (meervoud: coloni) is de Latijnse term voor pachter. In aanvang had je vrije coloni en naarmate de tijd vorderde had je meer en meer coloni adscripticii (ingeschreven of onder contract). De huurder-verhuurderrelatie van de coloni verslechterde uiteindelijk in een van schulden en afhankelijkheid. Als gevolg hiervan werd het colonussysteem een nieuw type landhuur, waarbij de bewoners in een staat tussen vrijheid en slavernij kwamen te zitten. Het colonussysteem kan worden beschouwd als een voorloper van het Europese feodale lijfeigenschap.

## Vrije coloni
Oorspronkelijk was er een concept dat de huurders in staat stelde land te hebben, ook al waren ze niet de eigenaren. Het grootste deel van de belaste openbare grond in Italië was gepacht en niet in eigendom. Daarom werden veel van de belastingen opgelegd aan de huurders in plaats van aan de landeigenaren. Deze huurders konden ook huurcontracten kopen en verkopen, wat duidt op een enigszins flexibel en eerlijk vastgoedsysteem. Volgens de Romeinse rechtbanken hadden landbouwers ook rechten tegenover landeigenaren, die ten onrechte inbreuk probeerden te maken op hun contracten. Deze periode duidde op een zekere mate van eerlijkheid en rechtvaardigheid jegens de coloni.
De landeigenaar stond aan een pachter het gebruik van zijn land toe, in ruil voor een deel van de landbouwgewassen. Vrije coloni waren verantwoordelijk voor de belastingen van de pachtgrond waarop ze gewassen verbouwden en leefden. Ze hadden twee opties om dit te betalen: ofwel door de belasting rechtstreeks aan de keizerlijke ambtenaren te betalen, ofwel door een forfaitair bedrag aan de landeigenaar over te dragen. Als de colonus besloot om de eigenaar het forfaitaire bedrag, of tota sota, te geven, droeg de landgoedeigenaar het juiste bedrag over aan de belastinginner en hield het resterende saldo als inkomen. Vrije coloni betaalden hun eigen belastingen aan de overheid.
Tijdens de vierde en vijfde eeuw waren de huurcontracten zeer professioneel en stelden ze strenge eisen. Huurovereenkomsten moesten formeel worden geregistreerd in de gemeentelijke belastinglijsten en moesten de naam van de huurder, een bepaald stuk grond en de naam van de grondeigenaar bevatten. De huurder werd vervolgens toegevoegd aan de belastinglijst voor dat specifieke veld en kon dus worden geïdentificeerd als onderdeel van de verantwoordelijkheidsketen voor dat stuk land. De registratie in de keizerlijke of gemeentelijke belastinglijsten leverde ook extra voordelen op. Huurders die geregistreerd belastingplichtig waren, werden wettelijk beschermd tegen huisuitzetting en het verhogen van hun huurprijzen. De vrije coloni, hoewel onderworpen aan de landgoedeigenaar met wie ze een contract hadden, kon het landgoed verlaten. Vrije coloni waren in staat om hun bezittingen te verplaatsen zoals ze wilden en werden niet onderworpen aan de willekeur van de landgoedeigenaren.

## Coloni adscripticii
Coloni adscripticii werden beschouwd als niet-vrij, vergelijkbaar met horigheid. De adscripticii hadden veel verplichtingen jegens het landgoed. Ze moesten karweien uitvoeren, het land bewerken en op het landgoed blijven. Ze konden ook niet procederen of klachten indienen tegen de landgoedeigenaar. Adscripticii, die zonder toestemming probeerden het landgoed te verlaten, werden gestraft, met methoden die varieerden van het dragen van kettingen of tot lijfstraffen. Het belangrijkste waren de verschillen in de coloni met betrekking tot hun persoonlijke bezittingen of peliculium. Coloni adscripticii werden gedwongen hun bezittingen aan de landgoedeigenaar te onderwerpen en mochten ze zonder toestemming niet uit het huis verwijderen. De landeigenaar, die de adscripticius huisvestte, had het gebruik van zijn arbeid, dus was hij aansprakelijk voor zijn belastingen.